# 畜産センター (岐阜市)

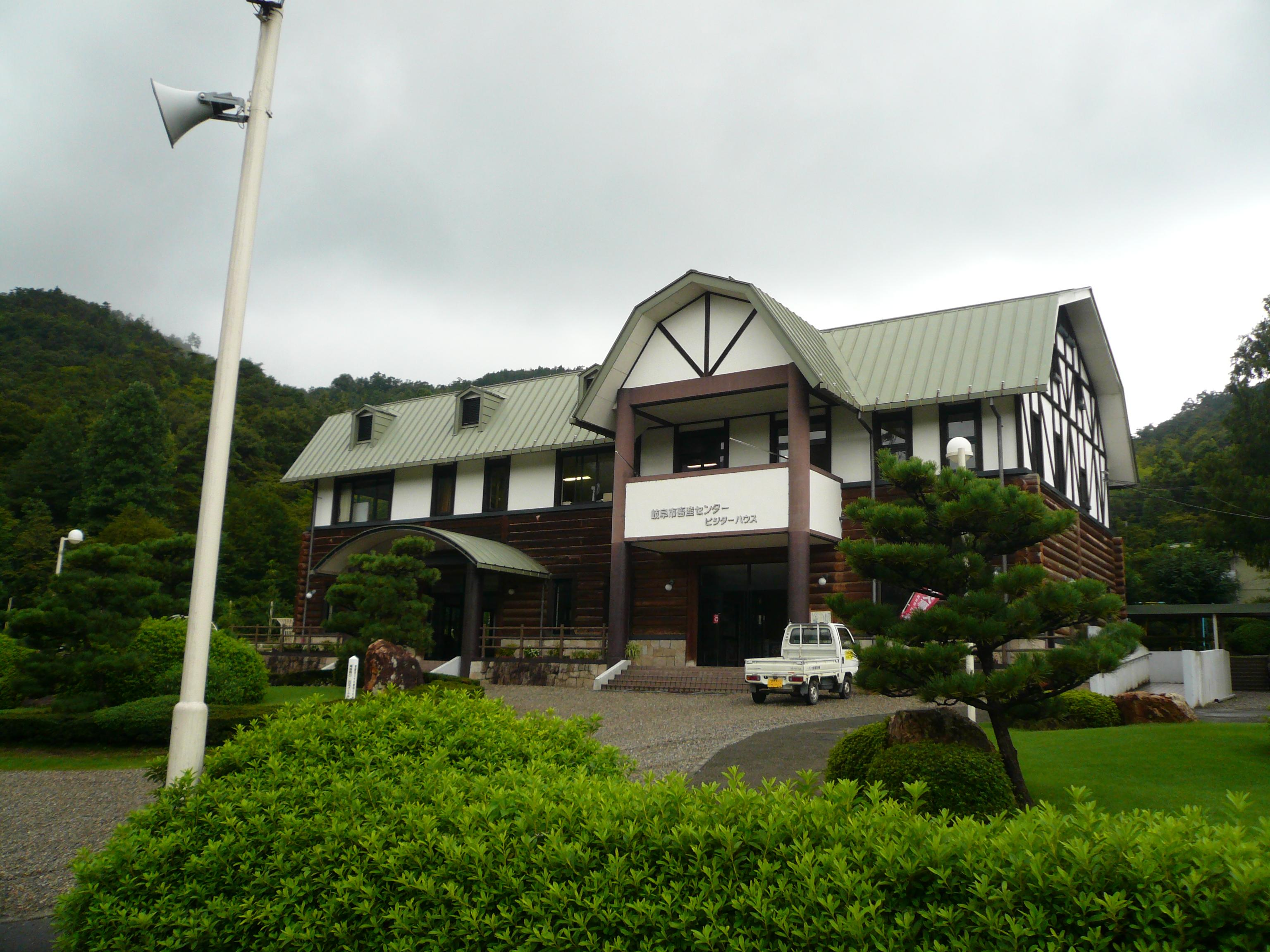
ビジターハウス

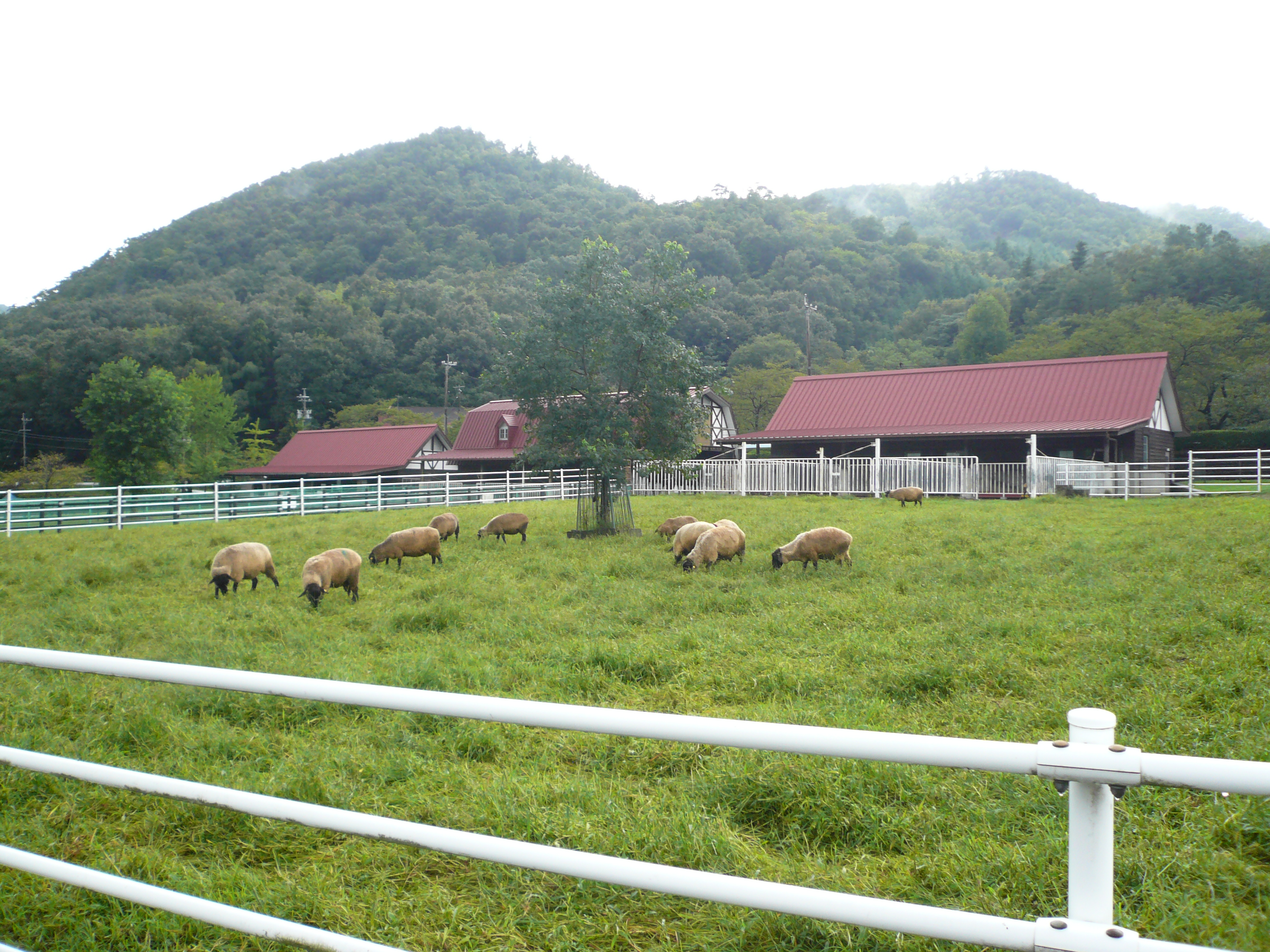
羊の家畜場

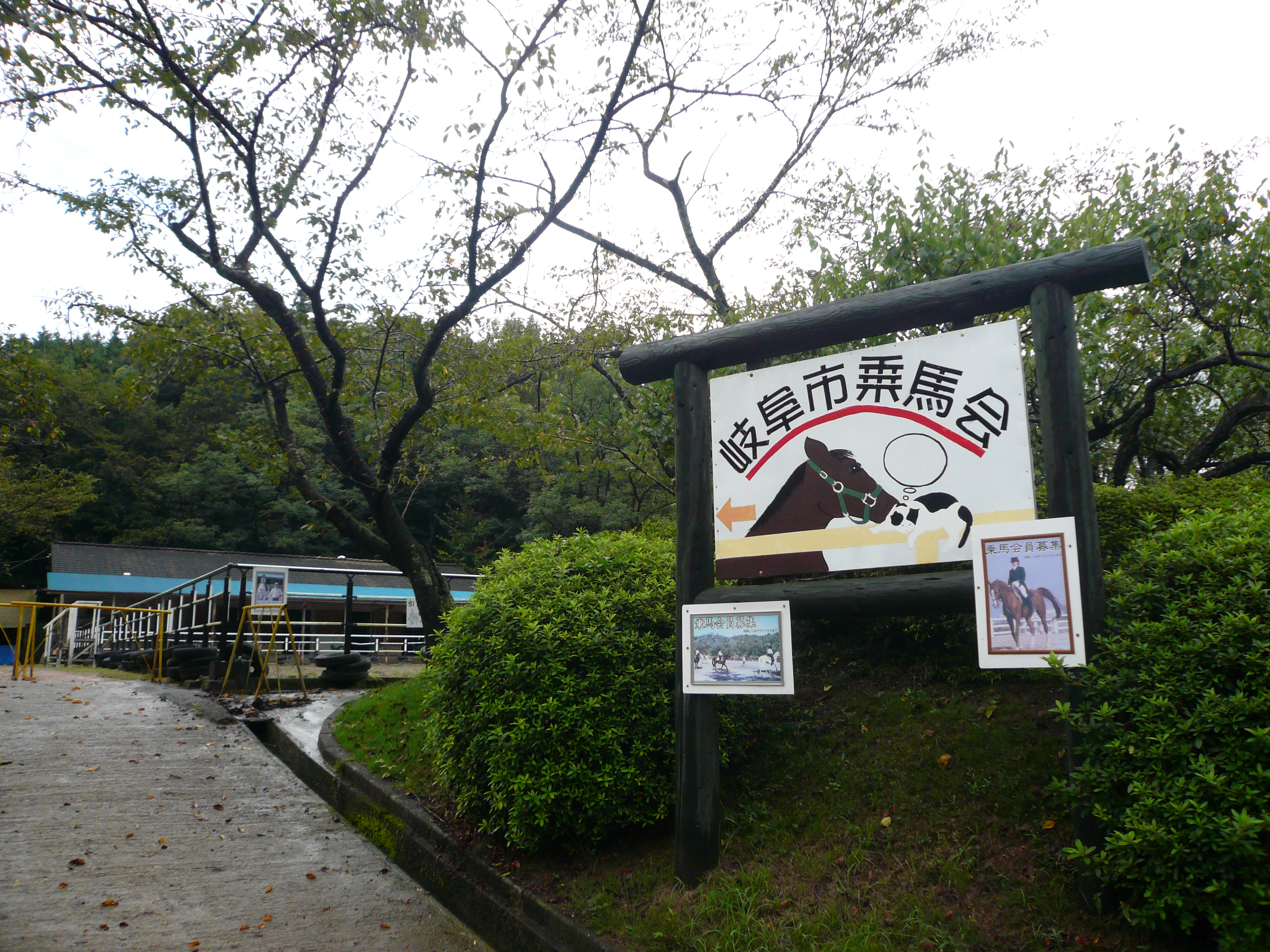
乗馬施設

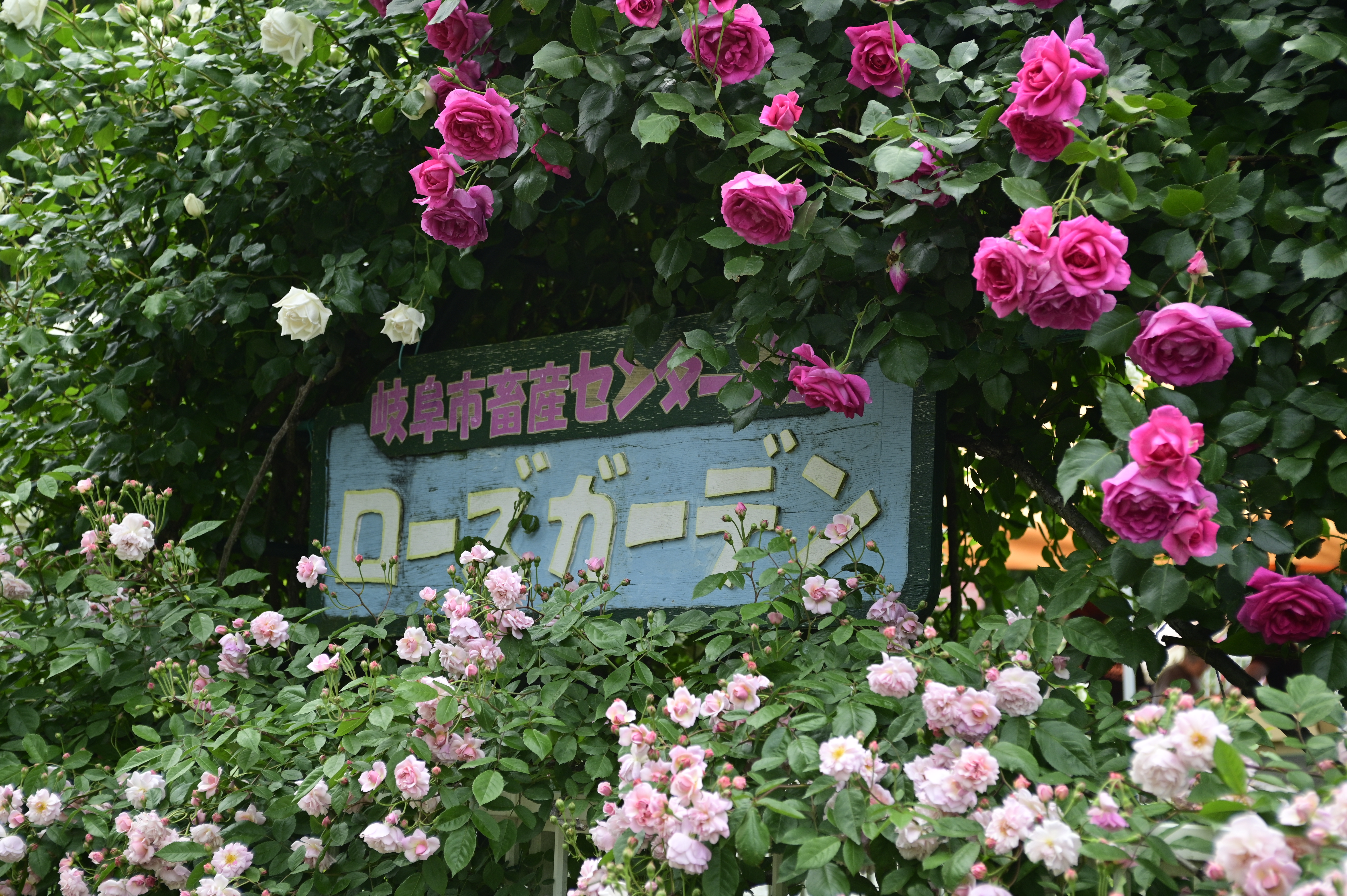
ローズガーデン入口

岐阜市畜産センター公園（ぎふしちくさんセンターこうえん）は、岐阜県岐阜市にある35,000平方メートルの芝生広場を中心とした施設（総合公園）である。

## 概要
1973年（昭和48年）、岐阜市民公園として開園。2011年（平成23年）に隣接する岐阜市畜産センターと合わせ、岐阜市畜産センター公園となる。
東側が畜産エリア、西側が公園エリアとなっている。畜産エリアは飼養衛生管理基準に定められている衛生管理区域のため、関係者以外立入禁止である。
昭和造園土木が指定管理者となっている。
2018年（平成30年）11月に豚熱の発生のため公園エリアを閉鎖していたが、2020年（令和2年）に芝生広場などの一部が再開されている。

## 主な施設
公園エリア
- 芝生広場
- 遊具広場
- バラ園
- 乗馬施設
- ドッグラン
- 交通教室
- グラウンド
- 展望エリア
- ビジターハウス
- みつばちの家

公園内の施設だが、岐阜市養蜂組合が運営する施設であり、岐阜市畜産センター公園の管理外である。
畜産エリア
- 家畜ふれあい広場　※閉鎖中
- 飼育舎　※関係者以外立入禁止

## 場所
- 岐阜市椿洞776番地4

## 隣接施設
- 薬草園（岐阜薬科大学の薬草園。薬用植物を栽培展示し、育種研究及び野外教育を行っている。）
  - 公開日 4月 - 7月、9月 - 10月（毎週月、水、金、日曜日の10時 - 16時）